# Velké Toronto

Mapa GTA s městem Toronto a čtyřmi přilehlými magistráty.

Velká oblast okolo Toronta (Greater Toronto Area, zkráceně GTA) je nejlidnatější velkoměstská oblast v Kanadě. GTA se nachází na jihu provincie Ontario a v roce 2006 čítala 5,555,912 obyvatel.
Torontská sčítací velkoměstská aglomerace (Toronto Census Metropolitan Area, zkráceně CMA) která byla definovaná Statistickým úřadem pro Kanadu jako území, které je o 17 % menší než území, které zaujímá GTA, a v roce 2006 sčítala 5 113 149 obyvatel.
Tento rozdíl je v první řadě kvůli zahrnutí CMA Oshawy a města Burlington do GTA, které však nejsou zahrnuty do Torontské CMA. GTA je sedmá největší velkoměstská aglomerace v Severní Americe. Navíc k samému městu Toronto patří i čtyři krajské magistráty York, Halton, Peel a Durham. Termín GTA se používá od poloviny 90. let a poprvé se název ustálil poté co byl použit v široce diskutované zprávě o městské vládě přeorganizovávání v regionu.

## Základní informace
Jakožto hospodářská oblast, GTA sestává z města Toronto a ze čtyř oblastních magistrátů o celkové rozloze 7,125 km2. Toto území pokrývá oblast zhruba stejně velkou jako je plocha povrchu jezera Simcoe, které leží na severu od GTA. Obrovské části GTA zůstávají zemědělskou půdou a lesy, včetně chráněných oblastí jako například Oak Ridges Moraine, Rouge Park a Niagara Escarpment. Tyto oblasti zahrnují Torontský úval a Greenbelt (Zelený pas).
Nicméně takřka neobydlené předměstské vývojové trendy jsou stále populární, některé z nich leží na nebo blízko ekologicky citlivých a chráněných oblastech. Vláda Ontaria se nedávno pokusila oslovit tuto záležitost programem "Places to Grow"; byl to návrh, který zdůrazňoval nutnost hustějšího obydlení existujících středů měst v příštích 25 letech.
Pracovní síly jsou tvořené z přibližně 2.9 milionů lidí, více než 100,000 společnostmi a hrubým domácím produktem 109 miliard amerických dolarů. GTA je Kanadským nejdůležitějším obchodním a výrobním krajem. GTA je domovem pro několik vysoko-školských institucí, včetně 4 univerzit a 7 vysokých škol, většina z nich je s víceužitkovými školními prostorami. Následující oblastní magistráty jsou zahrnutý v popisu GTA; jsou to magistráty Durham Peel, Halton a York.

## Správa oblasti a obyvatelstvo
Tato oblast čítala v roce 2006 celkem 5 555 912 obyvatel. Město Toronto je jednořadým magistrátem, ale před rokem 1998 měla oblast podobnou "krajskou" strukturu pod názvem metropolitní Toronto, které bylo složeno z: (bývalého) Toronta, Yorku, Severního Yorku, Východního Yorku, Etobicokeu a Scarboroughu. Původně Toronto neslo název City of Toronto a zbytek představoval pouze správní obce. Nakonec Etobicoke, Scarborough, York a Severní York byly nazývaný "městy", ačkoli ještě jejich části patřily pod správu města Toronto. Nakonec byla představa správních obvodů a měst zamítnuta a od roku 1998 existuje jediný celek zvaný City of Toronto, jehož severní hranicí je Steeles Avenue a jeho jižní jezero Ontario.
Město Hamilton, oblastní magistrát Niagara a město Guelph mají všechny významné vazby k Torontu a GTA. Geograficky od sebe nejsou dost vzdáleny na to, aby mohli být formálně nebo jinak považovány za jinou než část GTA. V některých případech provinciální vláda již zahrnuje město Hamilton a magistrát Niagara jak část GTA kvůli snadnějším záznamům a dopravním plánům.
V roce 2001, Statistický úřad pro Kanadu zaznamenal čtyři významnější městské regiony a vystavil skupinový vzor koncentrovaného přírůstku obyvatelstva. Do tzv. Rozšířeného sčítacího regionu Zlaté podkovy (Extended Golden Horseshoe Census Region) patří všechny větší Torontské oblasti (zahrnující Oshawu), stejně jako další města v Jižním Ontariu jako jsou město Niagara, Hamilton, Guelph, Kitchener - Waterloo a Barrie. Tento Rozšířený sčítací region Zlaté podkovy sčítal 8,116,000 obyvatel v roce 2006, tím pádem tu žilo přes 25% celkového kanadského obyvatelstva. Pro GTA se plánuje, že dosáhne 7.7 milionů obyvatel do roku 2025.